# Alexei Andrejewitsch Borowkow
Alexei Andrejewitsch Borowkow (russisch Алексей Андреевич Боровков, wiss. Transliteration Alexej Andreevič Borovkov; * 1903; † 1945) war ein sowjetischer Flugzeugkonstrukteur.

## Leben und Werk
1935 entwarf Borowkow zusammen mit Ilja Florentjewitsch Florow ein ungewöhnliches Doppeldecker-Flugzeug, das ohne Verstrebungen der Tragflächen auskam, die Borowkow-Florow I-207. Nach entsprechenden Vorbereitungen sollte die Maschine in Produktion gehen. Dazu wurde er zusammen mit Florow Chefkonstrukteur des im Herbst 1938 in Dolgoprudnyi gegründeten OKB-207.
Später befasste sich Borowkow mit Staustrahltriebwerken. Ein auf diesen Erfahrungen basierender Jagdflugzeugentwurf, der Borowkow-Florow BF-D, der neben einem Kolbenmotor zwei Seitenleitwerksträger und darin integrierte Staustrahltriebwerke besaß, war in der Entwicklung. Dieser extrem fortschrittliche Entwurf besaß bereits ein gepfeiltes Tragwerk.
Im Juli 1941, nach Ausbruch des Großen Vaterländischen Krieges, musste das Entwicklungsbüro evakuiert werden. Die fast fertiggestellte Attrappe ging verloren. Das Projekt wurde eingestellt.
Borowkow kam Anfang 1945 bei einem Flugunfall ums Leben.